# Ammotrypane ehlersi
Ammotrypane ehlersi är en ringmaskart som beskrevs av Horst 1919. Ammotrypane ehlersi ingår i släktet Ammotrypane och familjen Opheliidae. Inga underarter finns listade i Catalogue of Life.